# 정치합시다
《정치합시다》는 2019년 11월 22일부터 방송하는 KBS 1TV의 정치 토크쇼 프로그램이다. 시즌 1은 2020년 총선이 다가오게 되면서 실시하게 됐고, 시즌 2는 2022년 대선이 다가오게 되면서 실시하게 됐다. 《정치합시다》는 사람사는 세상 노무현재단 유시민 이사장과 전원책 변호사 등 정치권과 학계를 대표하는 지식인들이 함께 정치의 본질에 대해 알아보는 '지식다방' 코너와 총선을 앞둔 각 지역 민심의 향배를 여론조사를 통해 분석해보는 '민심포차' 코너로 구성된다. 11월 22일 1회 방송이 송출됐으며 2회는 유튜브로만 공개 됐다. 홍준표 전 의원이 하차한 이후 박형준 전 국회 사무총장이 자리를 이어 받았다. 공식 3회차 방송은 12월 27일 금요일 밤 10시, KBS 1TV를 통해 방송되었다. 책임 CP인 김대영 기자는 직전에 《저널리즘 토크쇼J》를 기획했으며 당시 프로그램을 함께 했던 이승준 기자, 송수진 기자도 함께 이어갔다.

## 방송 시간
| 회차 | 방송 날짜        | 방송 시간                          |
| ---- | ---------------- | ---------------------------------- |
| 1회  | 2019년 11월 22일 | 밤 10시 50분                       |
| 2회  | 2019년 12월 27일 | 밤 10시                            |
| 3회  | 2020년 1월 19일  | 밤 9시 40분                        |
| 4회  | 2020년 1월 26일  | 밤 9시 40분                        |
| 5회  | 2020년 2월 27일  | 밤 10시                            |
| 6회  | 2020년 3월 1일   | 밤 8시 5분                         |
| 7회  | 2020년 3월 22일  | 밤 8시 5분                         |
| 8회  | 2020년 3월 29일  | 밤 8시 5분(1부)/ 밤 10시 35분(2부) |
| 9회  | 2020년 4월 5일   | 밤 8시 5분(1부)/ 밤 10시 35분(2부) |
| 10회 | 2020년 4월 12일  | 밤 8시 5분(1부)/ 밤 10시 45분(2부) |

| 회차 | 방송 날짜        | 방송 시간    |
| ---- | ---------------- | ------------ |
| 1회  | 2021년 12월 24일 | 밤 10시      |
| 2회  | 2022년 1월 9일   | 밤 10시 30분 |
| 3회  | 2022년 1월 23일  | 밤 9시 40분  |
| 4회  | 2022년 2월 13일  | 밤 8시 5분   |
| 5회  | 2022년 2월 27일  | 밤 8시 5분   |

## 방송 목차

### 시즌 1
| 방송 회차 | 방송 날짜        | 방송 내용                            | 비고 |
| --------- | ---------------- | ------------------------------------ | --- |
| 1회       | 2019년 11월 22일 | 지식다방 - 2019년 정치 모습          | 홍준표 前 자유한국당 당대표 출연                                                                             |
| 2회       | 2019년 12월 27일 | 지식다방 - 정치 편 민심포차 - 수도권 | 박형준 前 국회사무총장 합류 지식다방 허진모, 장부승 조연 민심포차 서울에서 촬영 민심포차 박성민, 정한울 조연 |
| 3회       | 2020년 1월 19일  | 지식다방 - 경제 편                   | 허진모, 주진형 조연                                                                                          |
| 4회       | 2020년 1월 26일  | 민심포차 - 경북권                    | 대구에서 촬영 박성민, 정한울 조연                                                                            |
| 5회       | 2020년 2월 27일  | 민심포차 - 호남권                    | 광주에서 촬영 박성민, 정한울 조연                                                                            |
| 6회       | 2020년 3월 1일   | 지식다방 - 선거 편                   | 허진모, 최욱 조연                                                                                            |
| 7회       | 2020년 3월 22일  | 지식다방 - 재난 편                   | 전원책 변호사 합류 허진모, 정준희 조연                                                                       |
| 8회       | 2020년 3월 29일  | 민심포차 - 경남권                    | 부산에서 촬영 박성민, 정한울 조연                                                                            |
| 9회       | 2020년 4월 5일   | 민심포차 - 충청권                    | 대전에서 촬영 박성민, 정한울 조연                                                                            |
| 10회      | 2020년 4월 12일  | 민심포차 - 총정리                    | 서울에서 촬영 박성민, 정한울 조연                                                                            |

### 시즌 2
| 방송 회차 | 방송 날짜        | 방송 내용         | 비고          |
| --------- | ---------------- | ----------------- | ------------- |
| 1회       | 2021년 12월 24일 | 민심포차 - 호남권 | 전주에서 촬영 |
| 2회       | 2022년 1월 9일   | 민심포차 - 경북권 | 서울에서 촬영 |
| 3회       | 2022년 1월 23일  | 민심포차 - 충청권 | 서울에서 촬영 |
| 4회       | 2022년 2월 13일  | 민심포차 - 경남권 | 서울에서 촬영 |
| 5회       | 2022년 2월 27일  | 민심포차 - 총정리 |               |

## 출연진
- MC : 최원정
- 패널 : 전원책, 유시민
- 전문가 : 박성민, 정한울

## 시청률
| 회차 | 방송 일자        | 닐슨 전국 시청률 |
| ---- | ---------------- | ---------------- |
| 1회  | 2019년 11월 22일 | 4.7%             |
| 2회  | 2019년 12월 27일 | 3.5%/3.4%        |
| 3회  | 2020년 1월 19일  | 3.6%             |
| 4회  | 2020년 1월 26일  | 3.7%             |
| 5회  | 2020년 2월 27일  | 3.6%             |
| 6회  | 2020년 3월 1일   | 2.6%             |
| 7회  | 2020년 3월 22일  | 3.5%             |
| 8회  | 2020년 3월 29일  | 3.8%             |
| 9회  | 2020년 4월 5일   | 3.9%             |
| 10회 | 2020년 4월 12일  | 3.7%             |